# Friedrich Vogeler
Friedrich Georg Eduard Vogeler (* 4. Oktober 1883 in Soest; † 9. Mai 1945 in Prag) war ein deutscher Verwaltungsjurist, der zunächst als Landrat von Ottweiler und dann von Saarbrücken wirkte. Zur Zeit des Nationalsozialismus war er im Sudetenland Regierungspräsident beim Reichsstatthalter Konrad Henlein in Reichenberg.

## Leben
Vogeler war der Sohn des Soester Gymnasialprofessors und Stadtarchivars Eduard Vogeler. Er beendete seine Schullaufbahn am Archigymnasium Soest 1903 mit dem Abitur und absolvierte anschließend bis 1906 ein Studium der Rechts- und Staatswissenschaften an den Universitäten Tübingen, Straßburg, Berlin und Münster. Nach bestandener Referendarprüfung am Oberlandesgericht Hamm leistete er als Einjährig-Freiwilliger Militärdienst. Im Oktober 1907 wurde er zum Gerichtsreferendar ernannt und am Amtsgericht Soest ausgebildet. Ab Juli 1908 war er Regierungsreferendar bei der Regierung Münster sowie ab 1912 als Regierungsassessor hilfsweise beim Landratsamt Memel eingesetzt. Von Anfang Mai 1913 bis Ende März 1914 war er Assistent an der Juristischen Fakultät der Universität Berlin und wurde im Februar 1914 an der Universität Würzburg zum Dr. jur. promoviert. Anschließend war er hilfsweise am Landratsamt Ottweiler tätig. Vogeler nahm als Soldat am Ersten Weltkrieg teil.
Nach Kriegsende wurde er im Februar 1919 zunächst kommissarisch und ab Juni 1919 offiziell Landrat des Kreises Ottweiler. Von 1920 bis 1937 war er Landrat des Kreises Saarbrücken und in Personalunion von 1921 bis 1937 Präsident der Landesversicherungsanstalt des Saargebietes sowie ab März 1935 Reichsbeauftragter für die vorläufige Regelung des Grenzverkehrs zwischen Deutschland (Saarland) und Frankreich. Danach war er Regierungsvizepräsident in Arnsberg. Vogeler trat 1935 der NSDAP bei und stieg innerhalb der SA im November 1944 bis zum Brigadeführer auf.
Infolge des Münchner Abkommens war er Vertreter des Reichskommissars für die sudetendeutschen Gebiete. Nach der deutschen Besetzung des tschechischen Rumpfstaates wurde er Regierungspräsident beim Reichsstatthalter des Reichsgaus Sudetenland in Reichenberg sowie dessen Vertreter. Einen Tag vor der bedingungslosen Kapitulation der Wehrmacht übertrug ihm am 7. Mai 1945 Henlein die aus seinen Funktionen als Reichsstatthalter und Reichsverteidigungskommissar resultierenden Befugnisse. Vogeler starb zwei Tage später nach dem Prager Aufstand in dieser Stadt.

## Schriften
- Der Verwaltungszwang gegen Kommunalverbände nach preußischem Rechte. Eine histor.-dogmat. Untersuchung. Borna, Leipzig 1914 (zugleich rechts- u. staatswissenschaftliche Dissertation an der Universität Würzburg).
- Der Aufbau der staatlichen Verwaltung. In: Sudetenland im Reich. Reichenberg 1943.